# Форествил (Мериленд)
Форествил (енгл. Forestville) насељено је место без административног статуса у америчкој савезној држави Мериленд.

## Демографија
По попису из 2010. године број становника је 12.353, што је 354 (-2,8%) становника мање него 2000. године.
| Група             | 2000.          | 2010.          |
| Белци             | 1.322 (10,4%)  | 577 (4,7%)     |
| Афроамериканци    | 10.900 (85,8%) | 10.864 (87,9%) |
| Азијати           | 117 (0,9%)     | 87 (0,7%)      |
| Хиспаноамериканци | 167 (1,3%)     | 703 (5,7%)     |
| Укупно            | 12.707         | 12.353         |